# Monika Queisser

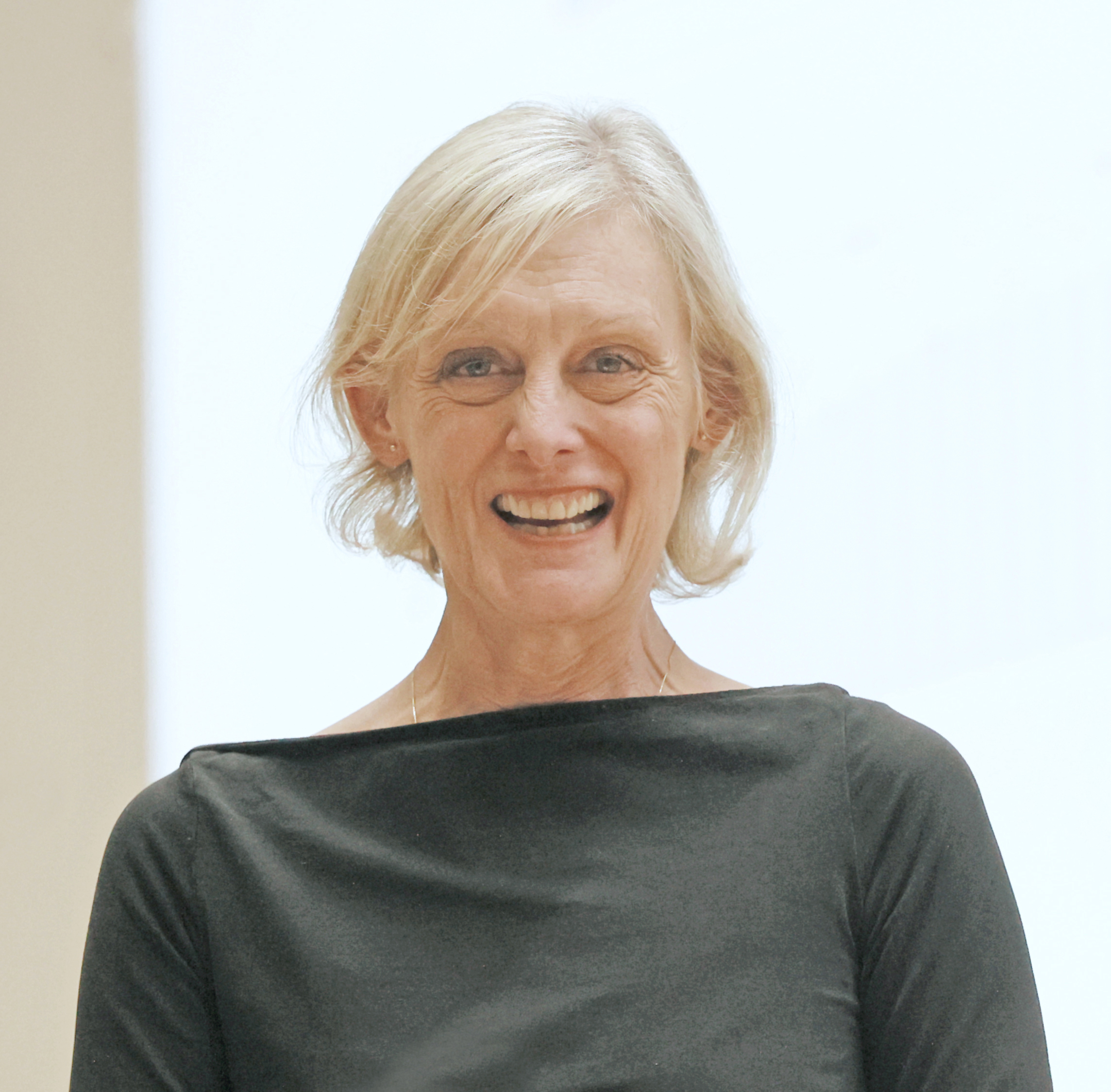
Monika Queisser

Monika Queisser (geboren 16. Juli 1963 in Palo Alto, Kalifornien, USA) ist eine deutsche Volkswirtin und Politikwissenschaftlerin. Sie leitet bei der Organisation für wirtschaftliche Zusammenarbeit (OECD) in Paris die Abteilung Sozialpolitik.

## Leben und beruflicher Werdegang
Monika Queisser schloss 1982 am Fanny-Leicht-Gymnasium in Stuttgart ihr Abitur ab. Ab 1983 studierte sie an der Ludwig-Maximilians-Universität München Journalismus und belegte parallel eine Ausbildung an der Deutschen Journalistenschule (DJS) in der 22. Lehrredaktion. 1986 bis 1987 nutzte sie für einen Forschungsaufenthalt am Institute of Southeast Asian Studies (ISEAS) in Singapur. 1988 schloss sie mit einer Arbeit zu Nation-Building und die Medien: eine Fallstudie von Singapurs Pressepolitik als Diplom-Journalistin ab.
Parallel studierte sie zwischen 1982 und 1989 ebenfalls an der Universität München Volkswirtschaftslehre und beendete den Studiengang mit einer Diplomarbeit zum Thema Soziale Sicherung in Entwicklungsländern: Indonesien, Philippinen und Singapur.
Ebenfalls an der Ludwig-Maximilians-Universität München wurde Monika Queisser 1993 bei Dieter Grosser im Fach Politikwissenschaft zum Dr. rer. pol. promoviert mit einer Arbeit unter dem Titel Vom Umlage- zum Kapitaldeckungsverfahren: die chilenische Rentenreform als Modell für Entwicklungsländer?
Berufserfahrungen sammelte sie als freie Journalistin zwischen 1985 und 1990 beim Bayerischen Rundfunk (BR) im Hörfunk in den Abteilungen Wirtschaft und Aktuelles. Von 1990 bis 1993 war sie beim Ifo Institut für Wirtschaftsforschung als wissenschaftliche Referentin in der Abteilung Entwicklungsländer tätig. Von 1993 bis 1997 arbeitete sie bei der Weltbank in Washington D.C. zunächst als Young Professional, dann als Expertin für Rentensysteme, Regulierung und Aufsicht von privaten Rentenfonds und Versicherungen.
1997 wechselte Queisser zur OECD als Referentin in der Abteilung Global Interdependence, zuständig für Rentenreform und Finanzmarktentwicklung in Schwellenländern. Zwischen 1999 und 2007 war sie bei der OECD Referentin in der Abteilung für Sozialpolitik, zuständig u. a. für Rentenpolitik und Behindertenpolitik in OECD-Ländern. Anschließend folgte ein Jahr als Beraterin im Kabinett des OECD-Generalsekretärs José Ángel Gurría. Seit 2009 leitet Monika Queisser bei der OECD die Abteilung für Sozialpolitik. Sie ist zuständig u. a. für Themen wie Familien- und Jugendpolitik, Geschlechtergleichstellung, LGBTQI+, Integration, Sozialausgaben, soziale Wohnungspolitik und Rentenpolitik.
Monika Queisser berät als international anerkannte Rentenexpertin Regierungen der OECD-Länder bei der Gestaltung und Umgestaltung ihrer Rentensysteme.

## Weitere Tätigkeiten
- Seit 2011 Mitglied als qualifizierte Expertin im Rentenrat des französischen Premierministers, Conseil d’Orientation des Retraites
- Seit 2013 Mitglied im wissenschaftlichen Beirat der sozialwissenschaftlichen Stiftung, Fondation des Sciences Sociales
- Seit 2014 Mitglied und Vorsitzende des Kuratoriums des Max-Planck-Instituts für Sozialrecht und Sozialpolitik
- Seit 2023 Mitglied des Beirats der European Family Justice Centre Alliance gegen häusliche und geschlechtsspezifische Gewalt

## Privates
Monika Queisser ist Mutter einer Tochter, sie ist mit dem französischen Schriftsteller Frédéric Richaud verheiratet. Ihr Vater war der Halbleiterphysiker und emeritierte Professor Hans-Joachim Queisser.

## Publikationen (Auswahl)
- Vom Umlage-zum Kapitaldeckungsverfahren: die chilenische Rentenreform als Modell für Entwicklungsländer? Dissertation, Weltforum-Verlag 1993, ISBN 978-3-8039-0415-7</.
- The Role of Pension Funds in the Stabilisation of the Domestic Financial Sector in: Douglas H. Brooks, Monika Queisser (Hrsg.): Financial Liberalisation in Asia: Analysis and Prospects Verantwortung. OECD Development Centre, Paris 1998.
- Monika Queisser, Dimitri Vittas: The Swiss multi-pillar pension system: Triumph of common sense? Policy Research Working Paper 2416, Weltbank Washington D.C., 2000.
- Supporting people and companies to deal with COVID-19: Options for an immediate employment and social policy response.
- Willem Adena, Chris Clarke, Monika Queisser: COVID-19, employment and women in OECD countries. Centre for Economic Policy Research (CEPR), VoxEU, 9/2021, DOI:10.1007/s10272-021-0993-6.